# Pandulf al II-lea de Salerno
Pandulf al II-lea (d. 13 iulie 982) a fost principe longobard de Salerno (din 981), al doilea principe din cadrul familiei principilor de Capua.
Pandulf a fost numit ca principe moștenitor de către Gisulf I de Salerno, rămas fără urmași și care fusese la un moment readuse în domnie de către tatăl lui Pandulf, Pandulf Cap de Fier. Atunci când Gisulf a murit în anul 977, Pandulf i-a succedat drept co-principe de Salerno alături de tatăl său. Când și Pandulf "Cap de Fier" s-a stins în martie 981, marele său principa s-a împărțit, astfel încât Pandulf al II-lea a rămas doar cu stăpânirea asupra Salerno, pe când Principatul de Capua și Ducatul de Benevento au revenit fratelui său mai mare, Landulf al IV-lea.
Pandulf al II-lea a fost imediat contestat de către ducele Manso I de Amalfi, care a reușit să îl îndepărteze pe Pandulf și să obțină și recunoașterea imperială pentru stăpânirea sa asupra Principatului de Salerno. Pandulf nu a reușit niciodată să își recâștige posesiunea asupra principatului. El s-a alăturat fratelui său, pe care o răscoală l-a făcut să piardă Benevento, rămânând doar cu stăpânirea asupra Capuei, și împreună cu acesta a participat alături de trupele împăratului Otto al II-lea la campanie din Calabria, în care amândoi frații și-au găsit sfârșitul, în timpul luptei de la Stilo din 982 împotriva sarazinilor.